# Spyridium vexilliferum
Spyridium vexilliferum är en brakvedsväxtart som först beskrevs av William Jackson Hooker, och fick sitt nu gällande namn av Reiss.. Spyridium vexilliferum ingår i släktet Spyridium och familjen brakvedsväxter. Utöver nominatformen finns också underarten S. v. latifolium.

## Bildgalleri

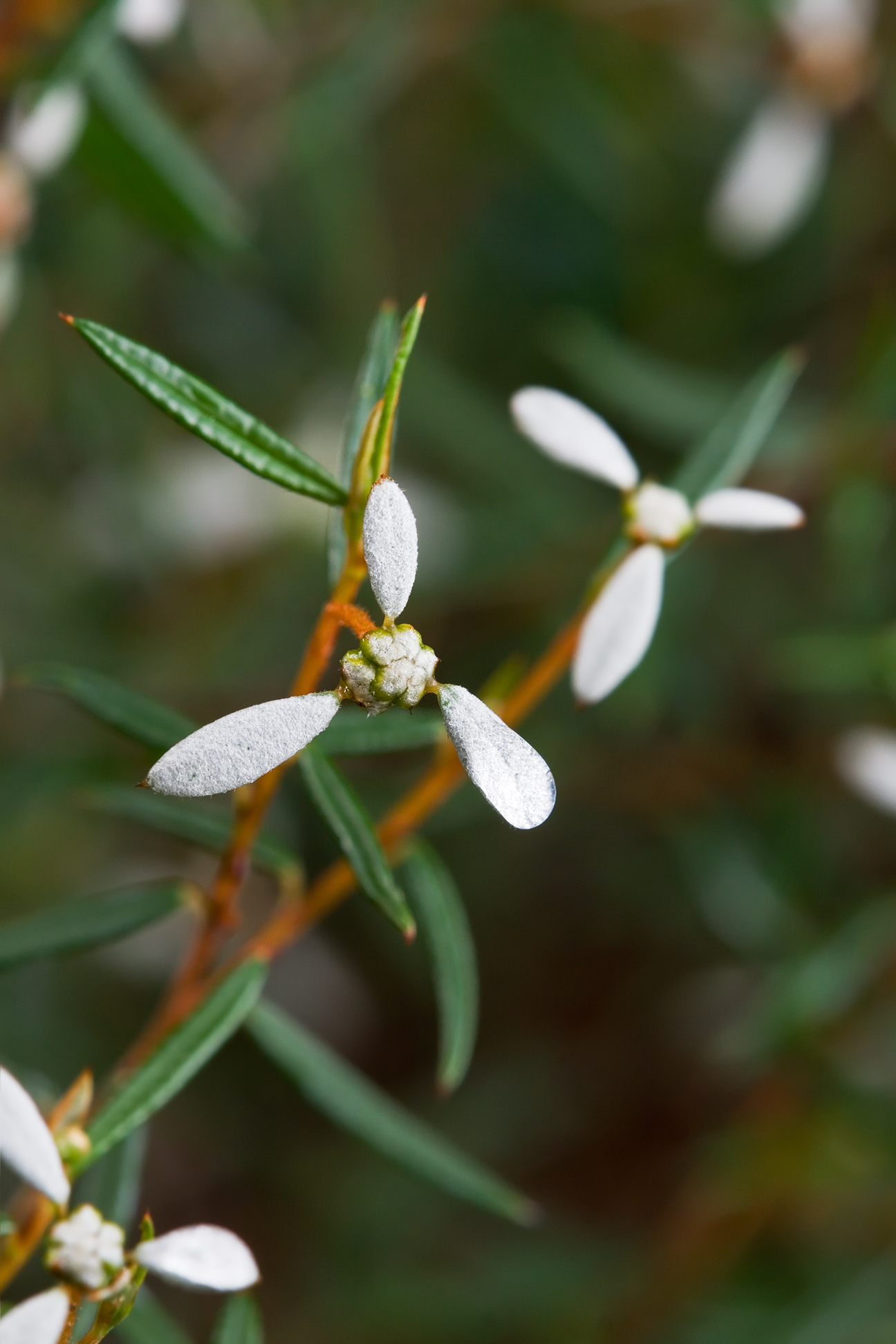